# Малый жаворонок
Малый жаворонок (лат. Calandrella brachydactyla) — вид воробьиных птиц из семейства жаворонковых (Alaudidae).

## Описание
Птица длиной 14 см и тем самым меньше полевого жаворонка. Её макушка коричневая, а нижняя сторона светлая. Как быстрый летун этот жаворонок часто уклоняется от районов с плохими метеоусловиями .

## Распространение
Живёт, прежде всего, в южной Европе на полях под паром, пастбищах, в полупустынях и песчаных областях.
Также распространены в Передней, Средней и Центральной Азии, в Северной и Восточной Африке. В северных районах ареала эти птицы встречаются только на гнездовье, а на зиму улетают в теплые страны. На остальной территории ареала они ведут оседлый образ жизни.

## Размножение
Пение, как и у всех жаворонков, служит для привлечения самок. Поёт, сидя на земле, или летая на небольшой высоте. Птица гнездится на земле. Её глубокое гнездо в форме чаши часто скудно укрыто от лучей солнца или от глаз врагов в зарослях растений.  Гнездится на земле, откладывая от двух до трёх яиц. Птенцы покидают гнездо, когда они ещё не умеют летать.
Вылупившихся птенцов с рассвета и до сумерек кормят родители, прилетая с кормом к гнезду до 180—200 раз в день (вместе). При этом в середине дня, когда солнечные лучи становятся особенно жгучими, число прилетов заметно сокращается, а иногда на некоторое время взрослые птицы перестают кормить птенцов совсем. В это время самка иногда садится на гнездо с птенцами, чтобы предохранить их от перегрева.

## Питание
Питание как животного, так и растительного происхождения. Летом птицы питаются, прежде всего, мелкими насекомыми, в первую очередь мелкими жуками и муравьями, а также другими беспозвоночными, такими как пауки и маленькие улитки. В растительном рационе преобладают семена злаков и гречишных.
Так как малый жаворонок почти единственный многочисленный представитель насекомоядных птиц невозделываемых открытых пространств, он, по-видимому, весьма полезен уничтожением вредных насекомых в местах их естественной резервации, откуда они в случае массового размножения могут переходить на соседние возделываемые поля.